# Кліфтон (Південна Кароліна)
Кліфтон (англ. Clifton) — переписна місцевість (CDP) в США, в окрузі Спартанберг штату Південна Кароліна. Населення — 544 особи (2020).

## Географія
Кліфтон розташований за координатами 34°59′10″ пн. ш. 81°49′13″ зх. д. / 34.98611° пн. ш. 81.82028° зх. д. (34.986051, -81.820395).  За даними Бюро перепису населення США в 2010 році переписна місцевість мала площу 2,95 км², з яких 2,78 км² — суходіл та 0,17 км² — водойми.

## Демографія
Згідно з переписом 2010 року, у переписній місцевості мешкала 541 особа в 204 домогосподарствах у складі 140 родин. Густота населення становила 184 особи/км².  Було 250 помешкань (85/км²).
Расовий склад населення:
| - 91,7 % — білих - 5,4 % — чорних або афроамериканців - 0,9 % — азіатів |

До двох чи більше рас належало 1,8 %. Частка іспаномовних становила 0,9 % від усіх жителів.
За віковим діапазоном населення розподілялося таким чином: 24,4 % — особи молодші 18 років, 64,0 % — особи у віці 18—64 років, 11,6 % — особи у віці 65 років та старші. Медіана віку мешканця становила 38,8 року. На 100 осіб жіночої статі у переписній місцевості припадало 100,4 чоловіків;  на 100 жінок у віці від 18 років та старших — 88,5 чоловіків також старших 18 років.
Середній дохід на одне домашнє господарство  становив 26 871 долар США (медіана — 23 333), а середній дохід на одну сім'ю — 37 489 доларів (медіана — 44 241). За межею бідності перебувало 28,4 % осіб, у тому числі 81,0 % дітей у віці до 18 років та 0,0 % осіб у віці 65 років та старших.
Цивільне працевлаштоване населення становило 140 осіб. Основні галузі зайнятості: виробництво — 72,1 %, науковці, спеціалісти, менеджери — 16,4 %, роздрібна торгівля — 5,7 %, будівництво — 5,7 %.